# Lady Macbeth Mcenského újezdu (povídka)
Lady Macbeth Mcenského újezdu je povídka Nikolaje Leskova, napsaná v roce 1864.

## Historie vzniku a publikování
Leskov začal psát „Lady Macbeth Mcenského újezdu“ na podzim roku 1864 a definoval žánr díla jako črtu. Poprvé příběh vyšel v časopisu Epocha („Эпоха“) v lednu 1865 v Petrohradu pod názvem „Lady Macbeth našeho újezdu“. Bylo to „první z řady náčrtů některých typických, výhradně ženských mentalit naší (okské a povolžské) krajiny“. Konečné jméno se objevilo, když vyšlo po výrazné stylistické revizi časopisové verze, v roce 1867 ve sbírce Povídky, črty a příběhy M. Stebnického («Повести, очерки и рассказы М. Стебницкого»). Sám Leskov nazval svou povídku temným příběhem o silném a vášnivém ženském charakteru.
Příběh měl být začátkem cyklu o postavách ruských žen. Po Lady Macbeth měly následovat Graziella (šlechtična) («Грациэлла»), Majorša Polivodova (starosvětská statkářka) («Майорша Поливодова»), Fevrona Rochovna (rolnická schizmatička) («Февронья Роховна») a Babička Bloška (porodní bába) («Бабушка Блошка»). Cyklus však nebyl nikdy napsán, patrně kvůli tomu, že časopis Epocha, ve kterém měl být vydáván, byl zrušen.
Název obsahuje narážku na povídku Ivana Turgeněva Hamlet ze Ščigrovského újezdu („Гамлет Щигровского уезда“ – 1849). Postavy sice nemají přímé prototypy, jsou to kolektivní obrazy, avšak místo děje lze určit s dostatečnou přesností. Je to Orelská oblast, město Mcensk, ulice Staromoskevská (nyní Leninova), 8.

## Osoby
| „ | U nás se občas setkáte s lidmi, na které bez pohnutí nepomyslíte, i když od setkání s nimi uplynulo již mnoho let | “ |
| — Leskow, N./Die Lady Macbeth aus dem Landkreis Mzensk, rusky/ německy, Stuttgart: Reclam 1980, S. 5. | |   |

- Kateřina Lvovna Izmajlova: Manželka kupce Izmajlova, kolem 23 let; navzdory touze mít děti je bez potomků; nudí se v provinční izolaci
- Zinovij Borisovič Izmajlov: Zámožný kupec z významné rodiny v Tuskaru, v guvernorátu Kursk; více než 50 let, nemůže mít dítě
- Boris Timofejevič Izmajlov: Otec Zinovije, tchán Kateřiny; 80 let
- Sergej Filipič (Serjoža): Dělník u Izmajlova; známý záletník
- Aksiňa: Kuchařka u Izmajlovů
- Fëdor Zacharov Ljamin (Feďa): Nezletilý synovec Borise Timofejeviče; má nárok na část dědictví
- Sonětka, trestankyně

## Osnova příběhu
Povídka je rozdělena do patnácti kapitol různých délek a děj se stupňuje až ke třetí vraždě (Feďa; 11. kapitola). Po tomto vyvrcholení se příběh trochu uklidní, ale nakonec opět nabere na rychlosti a skončí katastrofou při přechodu Volhy.
Hlavní postavou je mladá manželka kupce, Kateřina Lvovna Izmajlova.
Nudí se a je osamělá ve čtyřech stěnách velkého bohatého domu. Její manžel je neustále v práci, mimo domov. Je také neplodný, ale spolu s otcem to ženě vyčítají.
Kateřina se zamiluje do pohledného mladého zaměstnance, Sergeje, který se sám také všemožně snaží upoutat její pozornost. Postupně se její vzplanutí promění ve vášeň, milenci spolu stráví noc. Pro svého milence je připravena udělat cokoli.
Začíná řada vražd: Nejprve Katerina Lvovna otráví svého tchána, aby osvobodila Sergeje, kterého tchán zamkl ve sklepě. Pak s pomocí Sergeje zabije svého manžela a dále ještě polštářem uškrtí svého mladého synovce Feďu, který by mohl zpochybnit její dědické právo.
V tuto chvíli však do dvora vtrhne dav mužiků přicházejících z kostela: Jeden z nich totiž zahlédne oknem scénu vraždy. Pitva dokazuje, že Feďa zemřel udušením. Po slovech kněze o posledním soudu Sergej všechno přizná; Kateřina však všechno chladnokrevně popírá, dokud se nedozví o Sergejově přiznání. Pak stejně chladně přizná, co se stalo. Vyšetřovatelé najdou tělo Zinovije Borisoviče zahrabané ve sklepě.
Vrahové jsou postaveni před soud a poté, co byli potrestáni zbičováním, jsou odsouzeni na nucené práce („каторгa“).
Jakmile Kateřina přestane být manželkou bohatého obchodníka, Sergej o ni ztrácí zájem. Už je uchvácený jinou vězeňkyní, Sonětkou. Dvoří se jí a lásce Kateřiny se vysmívá. Zhrzená Kateřina pak strhne Sonětku do Volhy a obě zahynou ve studené vodě.

## Kritiky a srovnávání
Hrdinku příběhu, Kateřinu Izmailovou, kritici (P.P. Gromov, B.M. Ejchenbaum a další) srovnávají s Kateřinou Kabanovou, hrdinkou hry Bouře («Гроза») od A. N. Ostrovského:
| „                                                          | Hrdinka Leskovova příběhu je autorem dána jasně do protikladu proti Kateřině Kabanové z Ostrovského „Bouře". Hrdinka geniálního dramatu Ostrovského se neslučuje s každodenním životem, její postava je v ostrém kontrastu s převládajícími každodenními zvyky ..Podle popisu chování Kateřiny Izmajlové by nikdo za žádných okolností nezjistil, o jaké konkrétní mladé kupecké ženě se vypráví. Kresba jejího obrazu je sice šablona každodenní domácnosti, ale šablona nakreslená tak silnou barvou, že se z ní stává jakýsi tragický lubok. | “ |
| — Громов П., Эйхенбаум Б. Н. С. Лесков (Очерк творчества). | |   |

Obě mladé kupecké ženy jsou pod tíhou „nesvobody“, zamrzlého, předem určeného způsobu života obchodní rodiny. Obě jsou vášnivé povahy a ve svých citech jdou na hranici možností. V obou dílech začíná milostné drama ve chvíli, kdy  hrdinky ovládne osudná, ale nedovolená vášeň. Jestliže však Ostrovského Kateřina vnímá svou lásku jako těžký hřích, v Kateřině od Leskova se probudí něco pohanského, primitivního, „rozhodujícího“ (není náhodná zmínka o její fyzické síle: „U dívek byla bázeň (vášeň) silná… ne každý muž ji přemohl (odolal)“) («в девках страсть сильна была… даже мужчина не всякий одолевал»). Pro Kateřinu Izmailovou neexistuje žádná překážka, nebojí se ani nucených prací: „s ním (se Sergejem) její životní cesta kvete štěstím i na galejích.“… A konečně, smrt Kateřiny Izmailové ve Volze ve finále příběhu připomíná sebevraždu Kateřiny Kabanové. Kritici přehodnocují charakteristiku Ostrovského hrdinky «луч света в тёмном царстве» („paprsek světla v temném carství“) od Dobroljubova:
| „ | O Katerině Izmailové lze říci, že není paprsek slunce dopadajícího do temnoty, ale blesk vyvolaný temnotou samotnou, který jen jasněji zdůrazňuje neproniknutelnou temnotu kupeckého života. („О Катерине Измайловой можно было бы сказать, что она не луч солнца, падающий в темноту, а молния, порождённая самим мраком и лишь ярче подчёркивающая непроглядную темень купеческого быта"). | “ |
| — В. Гебель / Н. С. Лесков. В творческой лаборатории. Цит. по: Гуминский В. Органическое взаимодействие (от «Леди Макбет…» к «Соборянам») // В мире Лескова. Сборник статей. М., 1983. S. 243 | |   |

Název povídky se odvozuje ze Shakespearovy tragédie Macbeth. Není však jasné, zda Leskov navrhl svou protagonistku jako paralelu s Macbethovou manželkou nebo jestli tak byla ruská vražedkyně veřejně označována, jak naznačuje povídka v první kapitole: „Mezi tyto lidi patří manželka kupce Izmajlova, Kateřina Lvovna Ismajlova, kterou po jejím zapletení ve strašlivém dramatu naši šlechtici zkrátka nazývali Lady Macbeth Mcenského újezdu“.
Obě ženy vystupují rázně. Za provedené vraždy jsou zcela odpovědné. Macbethova manželka prostřednictvím podněcování (vražda Duncana), Kateřina Ismajlova prostřednictvím vlastního činu (otrava tchána). První krvavé činy pak podmiňují i další zabíjení. Jak v Shakespearově Macbethovi, tak v Leskovově povídce jsou zabiti členové rodiny: Banquo a Feďa. Společné je to, že hlavní hrdinky vraždí (nebo vraždu podněcují), aby zvýšily postavení manžela nebo milence. Po vraždě Duncana lady Macbeth postupně sužují výčitky svědomí. Trpí nočními můrami, blouzní, nakonec ztrácí rozum a zabije se. Stejně tak Kateřina již brzy není pánem svých smyslů a nakonec sebe i svou soupeřku zabíjí.
Postavy se liší nejen v důvodech šílenství (lítost – šílenství v lásce), ale také v motivacích, které je pohánějí: Lady Macbeth jedná z touhy po moci, Kateřina z přehnané vášně pro Sergeje.

## Adaptace

### Opera
Libretista Alexander Preis podle této povídky vytvořil libreto k opeře Lady Macbeth Mcenského újezdu skladatele Dmitrije Šostakoviče, která měla premiéru 27. ledna 1934 v Petrohradu.

### Zfilmování
- 1916 — Катерина-душегубка, režisér А. Аркатов (film se nezachoval)[6]
- 1926 — Леди Макбет Мценского уезда, režisér Чеслав Сабинский,
- 1961 — Sibiřská Lady Macbeth („Сибирская леди Макбет), režisér Andrzej Wajda
- 1966 — Kateřina Izmajlova (film-opera) („Катерина Измайлова“), režisér Michail Šapiro („Михаил Шапиро“)
- 1989 — švýcarsko-sovětský film Lady Macbeth Mcenského újezdu (film) („Леди Макбет Мценского уезда“), režisér Roman Balajan („Роман Балаян“)
- 1994 — Podmoskevské večery (film) („Подмосковные вечера“), režisér Valerij Todorovskij („Валерий Тодоровский“)
- 2016 — britský film Williama Oldroyda Lady Macbeth (film) („Леди Макбет“)[7]